# Onthophagus peramelinus
Onthophagus peramelinus là một loài bọ cánh cứng trong họ Bọ hung (Scarabaeidae).